# Scheda di valutazione bilanciata di terza generazione
Nella gestione delle prestazioni aziendali (performance management), una scheda di valutazione bilanciata di terza generazione è una versione della scheda di valutazione bilanciata tradizionale, un report strutturato, supportato da metodi di progettazione comprovati e strumenti automatizzati, che può essere utilizzato dai manager per tenere traccia dell'esecuzione delle attività da parte del personale sotto il loro controllo e per monitorare le conseguenze derivanti da queste azioni.
La versione di terza generazione è stata sviluppata alla fine degli anni '90 per risolvere i problemi di progettazione inerenti alle generazioni precedenti. Si distingue per i componenti che compongono la scheda di valutazione bilanciata e il processo di progettazione utilizzato per sviluppare questi componenti.

## Componenti
Una scheda di valutazione bilanciata di terza generazione ha quattro componenti principali:
- Una dichiarazione di destinazione o dichiarazione di visione . Questa è una descrizione [di una o due pagine] dell'organizzazione in un punto definito in futuro, supponendo che l'attuale strategia sia stata implementata con successo. Le descrizioni del futuro di successo sono segmentate in prospettive, ad esempio aspettative finanziarie e degli stakeholder, relazioni con i clienti e esterne, processi e attività, organizzazione e cultura
- Un modello di collegamento strategico . Questa è una versione della tradizionale mappa strategica che contiene in genere 12-24 obiettivi strategici segmentati in due prospettive, attività e risultati, analoghi al quadro logico. I collegamenti indicano ipotetiche relazioni causali tra obiettivi strategici.
- Un insieme di definizioni per ciascuno degli obiettivi strategici.
- Un insieme di definizioni per ciascuna delle misure selezionate per monitorare ciascuno degli obiettivi strategici, compresi gli obiettivi .

## Processo di progettazione
Il processo di progettazione della scheda di valutazione bilanciata di terza generazione richiede il coinvolgimento attivo del team di gestione che alla fine la utilizzerà. I manager stessi prendono tutte le decisioni in merito al contenuto. Il processo inizia con lo sviluppo di una "dichiarazione di destinazione o di visione" per creare consenso di gestione su obiettivi strategici a più lungo termine; questo documento viene quindi utilizzato per costruire un "modello di collegamento strategico", descrivendo le priorità di gestione a più breve termine, sia le attività strategiche da completare sia i risultati strategici da raggiungere. Una volta che gli "obiettivi strategici" sono stati decisi, vengono assegnati "responsabili" all'interno del team di gestione, che definisce ulteriormente ciascun obiettivo, oltre alle misure e agli obiettivi associati al raggiungimento di ciascun obiettivo. I principali miglioramenti con questa terza generazione riguardano il miglioramento della "titolarità" degli obiettivi da parte dei manager, poiché obiettivi, traguardi e risultati sono perfezionati dagli stessi manager responsabili. Tutte le misure e gli obiettivi devono essere rivisti per garantire che siano interconnessi (identifica le dipendenze) e congruenti (opportunamente prioritari e si sostengano a vicenda).
Nelle organizzazioni di grandi dimensioni e complesse, può essere sviluppata da aree funzionali o specifiche del progetto in modo da collegarsi al team di gestione per quell'area. In questo caso è importante che il team che crea la scheda comprenda i collegamenti tra la propria area e quella di altri team all'interno dell'organizzazione con cui possono collaborare o avere come stakeholder/clienti. In molti casi gli obiettivi di un'organizzazione funzionale o di progetto includeranno obiettivi e priorità a cascata dell'organizzazione ospitante/dei dirigenti senior/dei loro stakeholder (ciò che è importante per loro).